# Mile Kitić
 (octobre 2012).
Si vous disposez d'ouvrages ou d'articles de référence ou si vous connaissez des sites web de qualité traitant du thème abordé ici, merci de compléter l'article en donnant les références utiles à sa vérifiabilité et en les liant à la section « Notes et références ».
Mile Kitić de son vrai nom Milojko Kitić est un chanteur de pop-folk Serbe de Bosnie né le 1er janvier 1952 à Donji Cerani, près de Derventa (Bosnie-Herzégovine).
Il a commencé à chanter en ikavien puis après son départ pour Belgrade en 1991, il chante en ékavien.

Sa seconde épouse est la chanteuse Marta Savić.